# Llisard Peris de Vargas
Llisard Peris de Vargas (Holguín, Cuba, 1891 - Barcelona, 17 de gener de 1951) fou un futbolista català de la dècada de 1910.

## Trajectòria
Jugava a la posició de porter. Defensà els colors del FC Barcelona entre 1909 i 1913, jugant només 19 partits oficials i 25 en total. En la seva etapa al club guanyà tres Copes, quatre Campionats de Catalunya i quatre Copes dels Pirineus. A continuació ingressà al Català Sport Club, on jugà la temporada 1913-14.
Els seus germans Joaquim, Agustí i Enric també foren destacats esportistes i dirigents. Com el seu germà Enric, també destacà en atletisme, principalment en salt de perxa, i en retirar-se del futbol fou àrbitre de primera categoria.